# Gundam Assault Survive
Gundam Assault Survive est un jeu vidéo d'action développé par BEC et édité par Namco Bandai Games en mars 2010 sur PlayStation Portable. C'est une adaptation en jeu vidéo de la série basée sur l'anime Mobile Suit Gundam. C'est le cinquième opus d'une série de cinq jeux vidéo,,.

## Série
1. Gundam Battle Tactics : 2005, PlayStation Portable
2. Gundam Battle Royale : 2006, PlayStation Portable
3. Gundam Battle Chronicle : 2007, PlayStation Portable
4. Gundam Battle Universe : 2008, PlayStation Portable
5. Gundam Assault Survive